# Partito Rinoceronte
Il Partito Rinoceronte (in francese: Parti Rhinocéros; in inglese: Rhinoceros Party) è stato un partito politico canadese fondato nel 1963 e dissoltosi nel 1993.
Fondato sulla satira della politica convenzionale, il partito si presentò per trenta anni a tutte le elezioni federali canadesi, pur non riuscendo mai a conquistare un seggio nella Camera dei comuni, con un programma politico satirico e surreale, rivendicando di essere l'unico partito che "prometteva di non mantenere mai le proprie promesse elettorali",  dato che in realtà le proposte erano assurde e impossibili per realizzare (come ad esempio l'abrogazione della legge di gravità e spostare la Gran Bretagna per farla diventare l'undicesima provincia del Canada) oppure ironiche e satiriche (stabilendo ad esempio che l'analfabetismo diventasse la terza lingua ufficiale del Canada).
Dopo essere stato sciolto nel 1993 a seguito delle restrizioni imposte da una nuova legge elettorale, nel 2005 è stato ricreato da un ex membro un movimento simile, dapprima chiamato neorhino.ca, poi di nuovo chiamato Partito Rinoceronte, che si è ripresentato in tutte le elezioni federali.

## Storia

### Origini

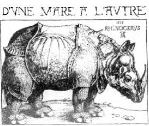
Logo del primo partito

Il Partito Rinoceronte fu fondato nel 1963 da Jacques Ferron, medico e scrittore francofono con simpatie socialiste e pacifiste, che si autoproclamò "Eminenza del Grande Corno del Partito Rinoceronte". Ispirato dalla commedia di Eugène Ionesco, il suo obiettivo era quello di prendersi gioco del sistema federale canadese e del Canada in generale, considerato come una rinascita del colonialismo britannico. L'intenzione iniziale era anche di attaccare il governo canadese con una "guerriglia intellettuale" e la derisione.
Il partito sosteneva di essere il discendente spirituale di Cacareco, un rinoceronte femmina dello zoo di San Paolo del Brasile che nel 1959 divenne protagonista di un clamoroso voto di protesta di massa, poiché il suo nome fu scritto dagli elettori sulle schede elettorali per il consiglio comunale, ottenendo così più preferenze (ovviamente annullate) rispetto ai veri candidati. L'episodio divenne uno degli aneddoti più famosi e coloriti della storia politica del Brasile e ancora oggi nel paese sudamericano viene utilizzata l'espressione "voto cacareco" per indicare i voti di protesta o nulli degli elettori brasiliani. Il partito canadese del rinoceronte scelse inoltre questo animale come simbolo anche perché, a loro giudizio, i politici per loro natura hanno "la pelle spessa, si muovono lentamente, hanno un intelletto debole, ma possono muoversi molto velocemente quando sono in pericolo, amano sguazzare nel fango e hanno grandi corna pelose che crescono in mezzo ai loro volti che bloccano la loro visione".
Dal 1978 circa il fondatore Jacques Ferron si ritirò progressivamente dalla scena pubblica, lasciando spazio alla nuova generazione, considerata più giocosa e clownesca, e lasciando simbolicamente la direzione del partito a Cornelius Premier, un rinoceronte dello zoo di Granby (ad est di Montreal) nel 1980. Questo fu anche il momento in cui il partito ottenne la sua maggiore popolarità: nelle elezioni federali del 1980 due suoi candidati, Sonia "Tickle" Côté e Jean "Obelix" Lefebvre, ottennero rispettivamente il 12,6% dei voti nel collegio elettorale di Laurier (quartiere meridionale di Montréal) e l'8,1% dei voti a Langelier, risultando così i primi non eletti, davanti ai candidati dei maggiori partiti nazionali.
All'inizio della sua storia, il partito si presentò solo nei collegi elettorali del Québec e i suoi candidati erano québébécois francofoni, mentre il loro unico membro anglofono (e che non sapeva parlare la lingua francese) venne nominato come "traduttore ufficiale" del partito. Nel 1979, per la prima volta, il partito si presentò alle elezioni generali in più province canadesi, oltre che nel Québec.
Nelle elezioni federali del 1984 risultò il quarto partito più votato in Canada, davanti a tutti i partiti minori storici.
Quando il suo fondatore Jacques Ferron morì nel 1985, gli altri membri annunciarono che il partito stava ormai affondando, ma riuscirono comunque a presentare 74 candidati alle successive elezioni parlamentari del 1988, nessuno dei quali fu eletto.

### Scioglimento del 1993
In vista delle elezioni federali del 1993 la commissione elettorale nazionale modificò le regole per l'ammissione dei partiti politici alle elezioni federali, richiedendo la presentazione di almeno 50 candidati in tutta la nazione e il deposito cauzionale di 1.000 dollari canadesi per ciascuno di essi. Nell'impossibilibiltà di reperire 50.000 dollari per rispettare le regole, il partito non poté fare altro che contestare la costituzionalità del provvedimento, decidendo di astenersi ufficialmente dalle elezioni per la prima volta in 30 anni. Il 23 settembre 1993, il direttore generale dell'ufficio elettorale del Canada, Jean-Pierre Kingsley, rifiutò di accettare l'astensione ufficiale del partito e ne ordinò la cancellazione dal Registro dei partiti politici canadesi, eliminandolo di fatto dal sistema politico canadese; Kingsley ordinò inoltre al rappresentante legale del partito, Charlie "le Concierge" McKenzie, di liquidare tutti i beni del partito e restituire le entrate alla Tesoreria generale del Canada. Su mandato del proprio partito, McKenzie rifiutò di eseguire l'ordine; dopo due anni di lettere minatorie, la magistratura di Ottawa decise di non perseguire McKenzie, il quale pertanto rivendicò il primato di essere il "latitante meno ricercato" del Canada.

### Rifondazione del partito
Dopo lo scioglimento del partito, alcuni candidati indipendenti hanno rivendicato in via informale l'etichetta dei Rhinoceros, anche se il partito stesso non esisteva più. Ci sono stati anche alcuni tentativi infruttuosi di far rivivere i Rhinos come partito politico legalmente costituito, anche se ciò non è stato pienamente realizzato fino alla fine del 2007. Altri ex membri del Partito Rinoceronte fondarono il "Partito Limone" (Parti citron), partecipando alla politica della provincia del Quebec.
Nel 2001 Brian Salmi cercò di far rivivere il Partito Rinoceronte durante le elezioni provinciali della Columbia Britannica, partecipando alla campagna elettorale con un costume da Godzilla e facendo alcuni scherzi che attirarono una certa copertura mediatica. Con un grosso sforzo finanziario, riuscì a pagare la tassa di registrazione da 1.000 dollari per partecipare alle elezioni con due candidati, "Liar Liar" (letteralmente: Bugiardo Bugiardo) a Vancouver-Mount Pleasant e "Helvis" a Vancouver-Burrard, mentre il candidato Geoff Berner (che non riuscì a presentarsi) riuscì a farsi pubblicità sui media nazionali promettendo "cocaina e puttane ai potenziali elettori". Poco dopo le elezioni, il partito si sciolse di nuovo. In seguito, Brian Salmi fece cambiare legalmente il proprio nome anagrafico in "Sa Tan" perfarsi sposare da una ragazza che aveva promesso di farlo solo con il diavolo in persona e nel 2007 intentò una causa giudiziaria contro lo Stato del Canada e le regole elettorali che avevano portato allo scioglimento del Partito Rinoceronte, chiedendo un risarcimento di 50 milioni di dollari. Dal momento che il nome di Salmi era divenuto legalmente "Sa Tan" e che la controparte (Stato del Canada) è rappresentato dal Capo di stato (la regina Elisabetta II d'Inghilterra), la causa giudiziaria venne depositata con il titolo di "Sa Tan versus Her Majesty The Queen", la cui lettura suonò come "Satana contro Sua Maestà la Regina". L'iniziativa giudiziaria costrinse il direttore dell'ufficio elettorale nazionale ad emanare un nuovo progetto di legge, poi approvata nel 2004, che concedeva a qualunque partito, anche se presentatosi con un solo candidato alle elezioni federali o alle elezioni provinciali, di essere considerato registrato.
Nel 2006 François "Yo" Gourd, ex membro dei Rhinos e che negli anni 1990 aveva dato vita al movimento politico degli "Entartistes" (letteralmente: "Intortartisti") noto per il lancio di torte alla panna in faccia ai vari politici canadesi, cercò di recuperare lo spirito goliardico del Partito Rinoceronte, fondando il movimento Neorhino.ca con cui partecipò alle elezioni suppletive del 2007 nell'Outremont (0,6%), Saint-Hyacinthe—Bagot (1,2%) e Vancouver Quadra (0,39%) e alle elezioni federali in Canada del 2008. Nel 2010 il movimento Neorhino.ca ha ripreso il nome di Partito Rinoceronte, con cui si è presentato alle elezioni federali del 2011 e 2015.

## Risultati elettorali
| Elezione federale | Voti    | %      | Seggi   |
| ----------------- | ------- | ------ | ------- |
| 1963              | ?       | ?      | 0 / 265 |
| 1965              | 321     | 0,004% | 0 / 265 |
| 1968              | 354     | 0,004% | 0 / 282 |
| 1972              | 1 565   | 0,02%  | 0 / 264 |
| 1974              | ?       | ?      | 0 / 264 |
| 1979              | 62 601  | 0,55%  | 0 / 282 |
| 1980              | 110 597 | 1,01%  | 0 / 282 |
| 1984              | 99 178  | 0,79%  | 0 / 282 |
| 1988              | 52 173  | 0,40%  | 0 / 295 |
| 2008              | 2 122   | 0,02%  | 0 / 308 |
| 2011              | 3 819   | 0,03%  | 0 / 308 |
| 2015              | 7 349   | 0,04%  | 0 / 338 |

### Filmografia
- (FR) François Gourd, Érection Canada, l'histoire du parti Rhinocéros du Canada de 1963 à 2013, su YouTube, 2015. URL consultato il 10 aprile 2019.